# Туреччина на зимових Олімпійських іграх 1984
Туреччина брала участь у Зимових Олімпійських іграх 1984 року в Сараєво (Югославія) у восьмий раз за свою історію, пропустивши Зимові Олімпійські ігри 1980 року, але не завоювала жодної медалі. Країну представляли 7 спортсменів з двох видів.